# Селма (филм)
Селма (енгл. Selma) амерички је историјски филм из 2014. редитељке Аве Дувернеј, чија је радња инспирисана протестним маршевима од Селме до Монтгомерија 1965.

## Улоге
| Глумац                 | Улога                    |
| ---------------------- | ------------------------ |
| Дејвид Ојелоуо         | Мартин Лутер Кинг        |
| Том Вилкинсон          | Линдон Џонсон            |
| Кармен Еџого           | Корета Скот Кинг         |
| Андре Холанд           | Ендру Јанг               |
| Теса Томпсон           | Дајана Неш               |
| Џовани Рибиси          | Ли К. Вајт               |
| Лорејн Тусен           | Амелија Бојнтон Робинсон |
| Стивен Џејмс           | Џон Луис                 |
| Вендел Пирс            | Хозе Вилијамс            |
| Комон                  | Џејмс Бевел              |
| Алесандро Нивола       | Џон Дор                  |
| Кит Стендфилд          | Џими Ли Џексон           |
| Кјуба Гудинг Млађи     | Фред Греј                |
| Дилан Бејкер           | Џон Едгар Хувер          |
| Тим Рот                | Џорџ Волас               |
| Опра Винфри            | Ени Ли Купер             |
| Рубен Сантијаго-Хадсон | Бејард Растин            |
| Ниси Неш               | Ричи Џин Џексон          |
| Коломан Доминго        | Ралф Абернати            |
| Ледиси Јанг            | Махалија Џексон          |
| Најџел Тач             | Малколм Икс              |
| Мартин Шин             | Френк Минис Џонсон       |